# Trezói
Trezoi is een plaats (freguesia) in de Portugese gemeente Mortágua en telt 495 inwoners (2001).